# ORP Bukowo
ORP Bukowo (632) – polski trałowiec bazowy o wyporności standardowej 191 ton z okresu zimnej wojny, jednostka projektu 207P. Okręt służy w 12. Dywizjonie Trałowców 8. Flotylli Obrony Wybrzeża w Świnoujściu.

## Projekt i budowa
W połowie lat 60. XX wieku Polska Marynarka Wojenna znacznie rozbudowywała siły przeciwminowe, które liczyły 56 okrętów 5 typów, w tym dwa typu kutrów trałowych. Wraz z końcem lat 60. w Dowództwie Marynarki Wojennej (DMW) zrodziła się koncepcja budowy nowego typu trałowca redowego. W tym celu podjęto i przeprowadzono wiele analiz technicznych tak, że w 1968 roku opracowano wstępne wymagania taktyczno-techniczne nowych okrętów, których kadłuby miały być drewniane. Wkrótce jednak zarzucono tę koncepcję i rozpoczęto szereg prac naukowo-badawczych z zakresu konstrukcji i technologii okrętów z laminatów poliestrowo-szklanych (LPS), wyposażenia trałowego, czy też minimalizacji pól fizycznych. Na początku 1970 roku w Biurze Projektowo-Konstrukcyjnym Stoczni Północnej im. Bohaterów Westerplatte w Gdańsku, rozpoczęto prace projektowe nad nową jednostką małomagnetycznego trałowca redowego. Rolę głównego konstruktora sprawował mgr inż. Roman Kraszewski, którego później zastąpił mgr inż. Janusz Jasiński. Z ramienia Szefostwa Budowy Okrętów DMW nadzór sprawował kmdr Kazimierz Perzanowski. W tym samym roku ukończono analizę taktyczno-techniczno-ekonomiczną okrętu, który otrzymał numer projektowy 207 i jawny kryptonim Indyk.
Jednostka prototypowa, nosząca oznaczenie typ 207D ORP „Gopło”, została zwodowana 16 kwietnia 1981 w Stoczni Marynarki Wojennej w Gdyni. ORP Bukowo był drugą jednostką z serii 207P, zwodowano go 28 lipca 1984 roku w Stoczni Marynarki Wojennej w Gdyni, zaś do służby w Marynarce Wojennej przyjęto go 23 czerwca 1985 roku.

## Opis
ORP „Bukowo” jest trałowcem bazowym projektu 207P (typu Gardno), zbudowane w Stoczni Marynarki Wojennej w Gdyni. Jest to jednostka małomagnetyczna, przeznaczona do poszukiwania i niszczenia min kontaktowych i niekontaktowych postawionych w zagrodach minowych lub pojedynczo. Ograniczenie pola magnetycznego osiągnięto głównie dzięki zastosowaniu w konstrukcji kadłuba i pokładówki laminatu poliestrowo-szklanego.